# Cercartetus
Cercartetus es un género de pósums, conocidos como pósum pigmeo. Cuenta con cuatro especies, que junto con el pósum pigmeo de montaña (Burramys) forman la familia de los marsupiales burrámidos.

## Especies
Se reconocen las siguientes:
- Cercartetus caudatus (Milne-Edwards, 1877)
- Cercartetus concinnus (Gould, 1845)
- Cercartetus lepidus (Thomas, 1888)
- Cercartetus nanus (Desmarest, 1818)